# Маріка різнобарвна
Ма́ріка різнобарвна (Cinnyris venustus) — вид горобцеподібних птахів родини нектаркових (Nectariniidae). Мешкає в Африці на південь від Сахари.

## Опис
Довжина птаха становить 10 см, вага 8-11 г. У дорослих самців голова, горло і верхня частина тіла зелені, металево-блискучі. На грудях пурпуровий, металево-блискучий комірець. Нижня частина тіла жовта. У самиць верхня частина тіла сіро-коричнева, нижня частина тіла бежева або жовтувата. Дзьоб довгий, вигнутий, пристосований до живлення нектаром.

## Підвиди
Виділяють п'ять підвидів:
- C. v. venustus (Shaw, 1799) — від Сенегалу і Гамбії до Камеруну і Центральноафриканської Республіки;
- C. v. fazoqlensis (Heuglin, 1874) — східний Судан, Еритрея, північна і західна Ефіопія;
- C. v. albiventris (Strickland, 1852) — східна і південна Ефіопія, Сомалі і північно-східна Кенія;
- C. v. falkensteini Fischer, GA & Reichenow, 1884 — від Габону і західної Анголи до західної Кенії, Танзанії і Мозамбіку;
- C. v. igneiventris Reichenow, 1899 — схід ДР Конго, Уганда, Руанда і Бурунді.

## Поширення і екологія
Різнобарвні маріки живуть в саванах і чагарникових заростях, тропічних лісах, на луках, полях, пасовищах, плантаціях, в парках і садах. Живляться нектаром і комахами. В кладці 2 яйця. 

## Галерея

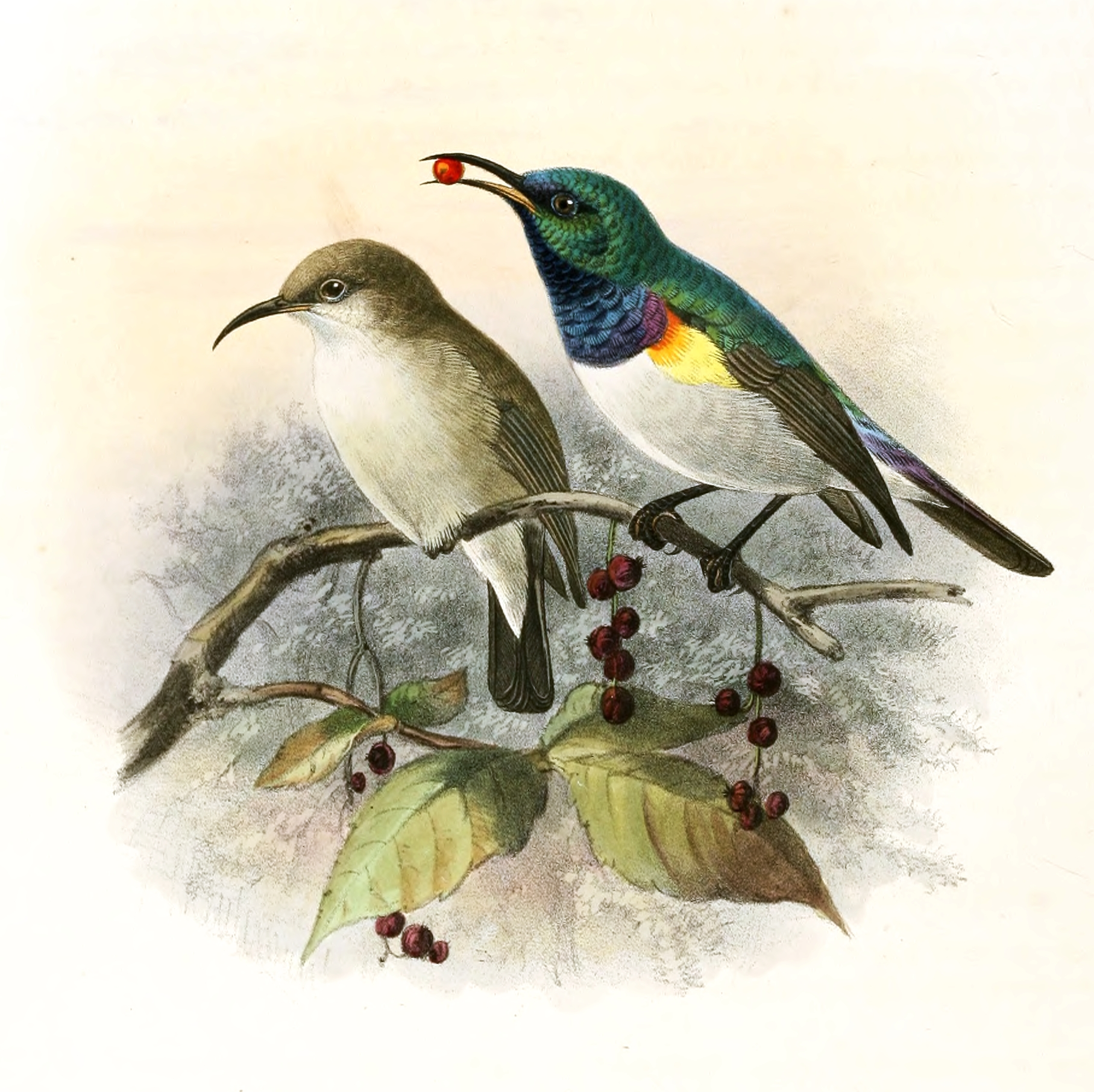
Різнобарвні маріки (підвид C. v. albiventris)
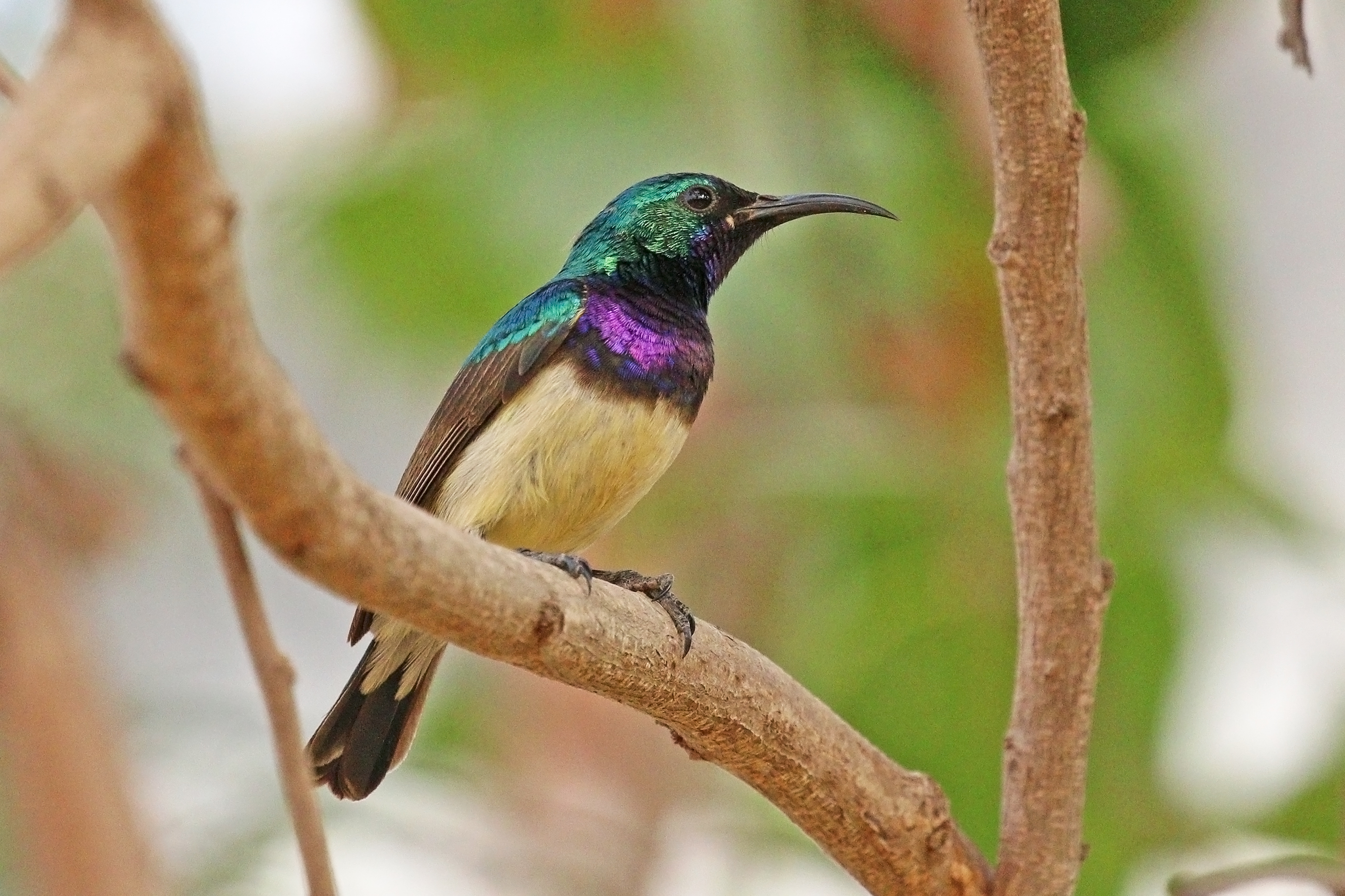
Самець різнобарвної маріки (підвид C. v. venustus, Гамбія)
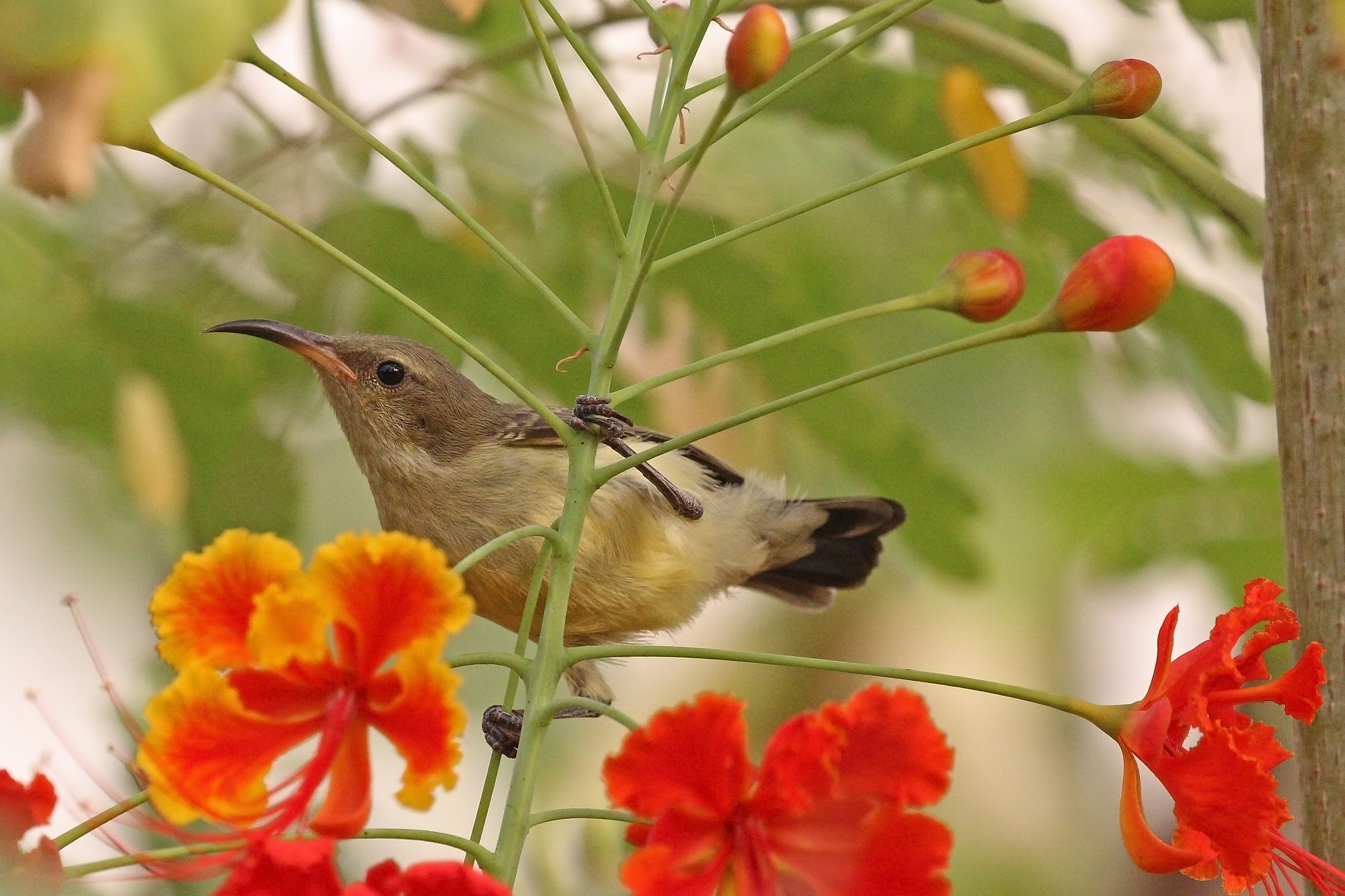
Самиця різнобарвної маріки (підвид C. v. venustus, Гамбія)
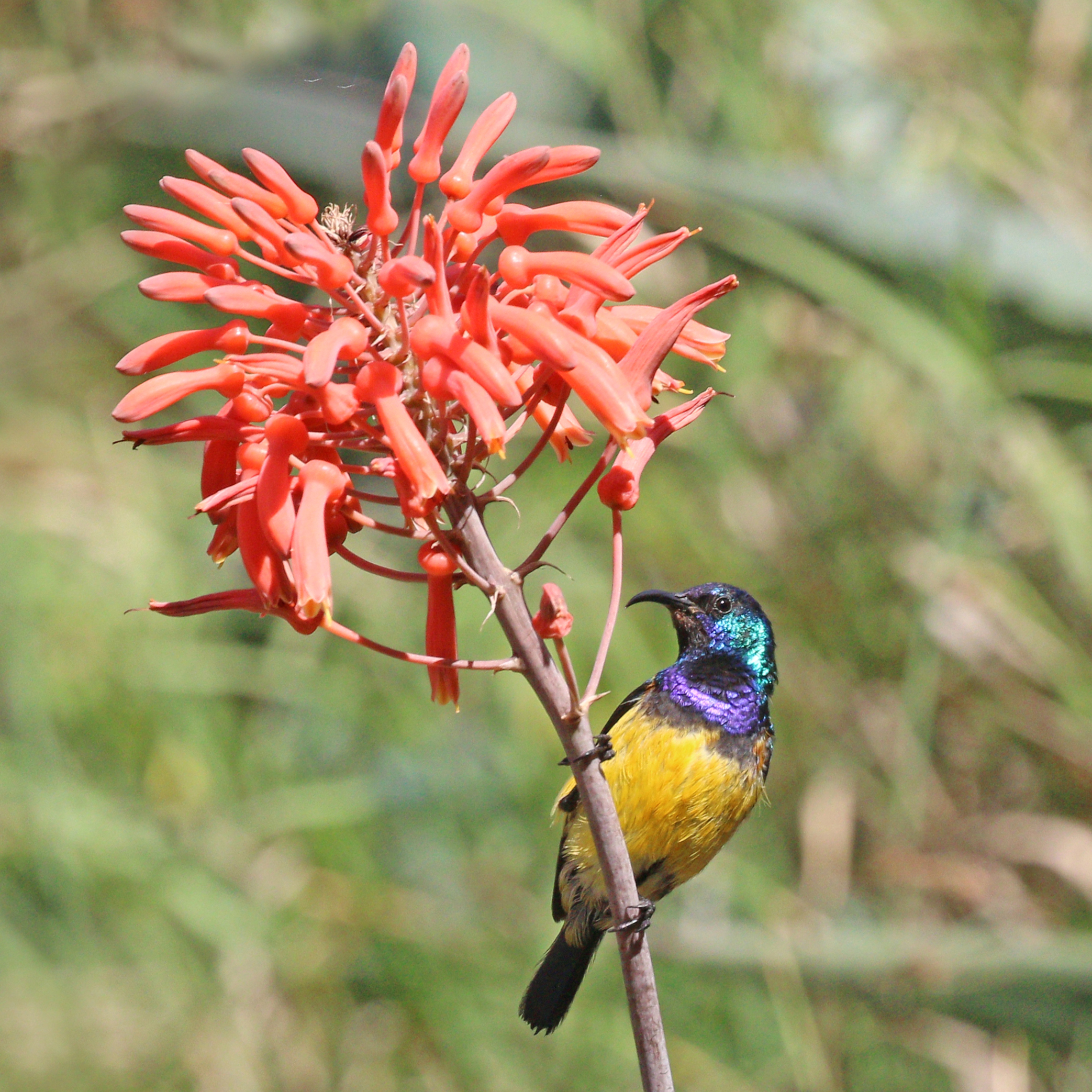
Самець різнобарвної маріки (підвид C. v. falkensteini, Кенія)
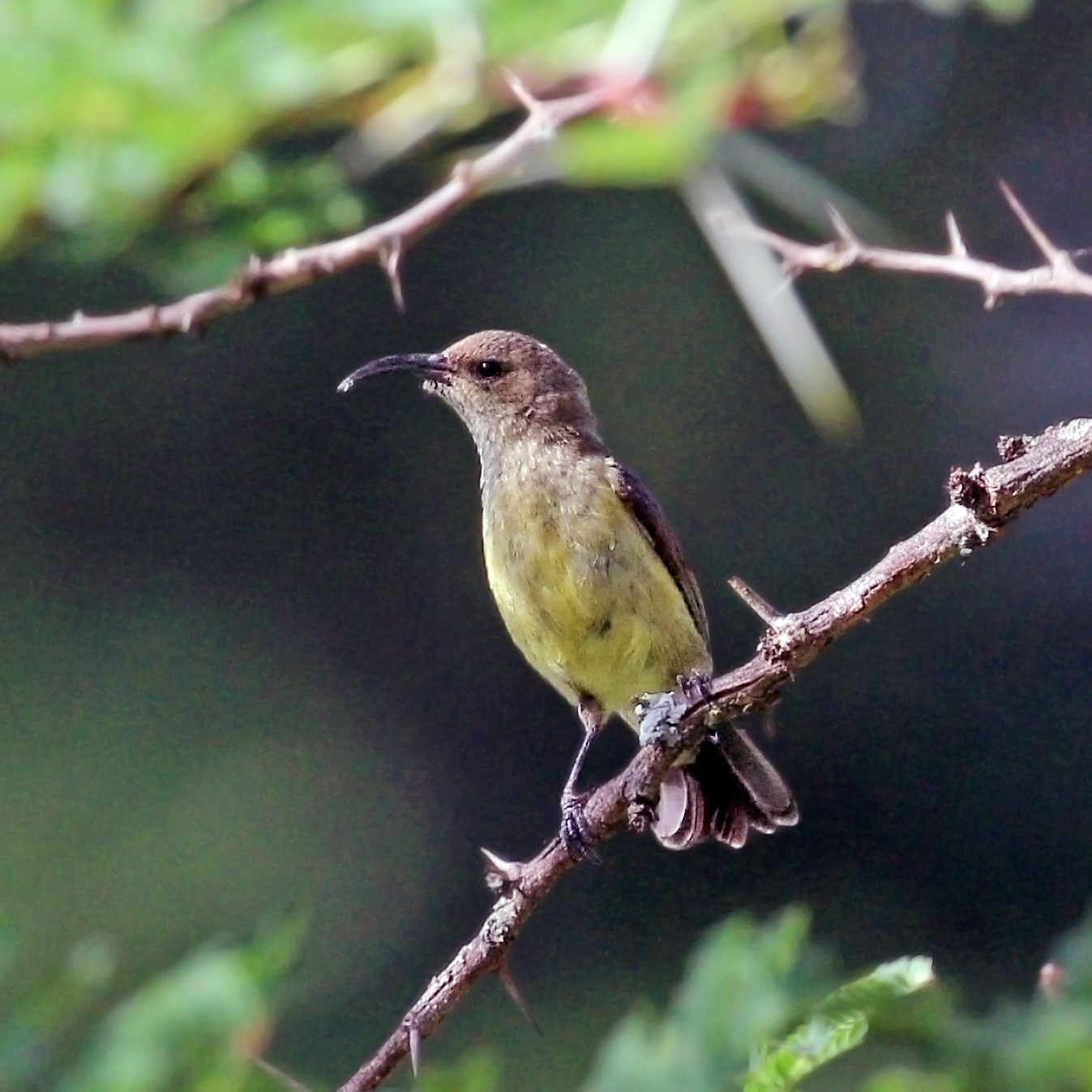
Самиця різнобарвної маріки (підвид C. v. falkensteini, Кенія)